# Commerzbank
Коммерцбанк (нем. Commerzbank) — банковский концерн Германии. По объёму активов (около 507 млрд евро) банк занимает третье место в Германии и двадцать третье в Европе.
Штаб-квартира находится во Франкфурте-на-Майне. 49 410 сотрудников обслуживают более 11 млн частных и 70 тысяч корпоративных клиентов в почти 50 странах мира. В Германии банк имеет около 1000 отделений, за границей действует 20 оперативных филиалов.

## История

### Начало деятельности
Банк основан 26 февраля 1870 года в Гамбурге под названием «Commerz- und Discontobank». В 1892 году открыл отделение в Берлине, и постепенно центр деятельности начал перемещаться в столицу Германии. После поглощения в 1904 году «Berliner Bank» вошёл в число берлинских банков, доминировавших в финансовом секторе экономики Германии. В годы Первой мировой войны и последовавшего за поражением в ней экономического кризиса банк сильно разросся за счёт поглощения меньших банков. В 1924 году у него было 246 отделений по сравнению с восемью в 1913 году. 
Во второй половине 1920-х годов банк стал основным посредником при размещении инвестиций американского Chase National Bank в германские промышленные компании. 
В 1940 году название банка было изменено на Commerzbank.
На 1944 год активы шести крупнейших берлинских банков составляли 28 млрд марок, больше всех остальных банков страны. Кроме этого, они имели своих представителей в правлении большинства ведущих концернов страны, таких как Krupp, Siemens и IG Farben.

### После Второй мировой войны
По окончании Второй мировой войны крупные банки были разделены на 30 небольших. К 1958 году Commerzbank в целом восстановил своё влияние. Штаб-квартира была расположена в Дюссельдорфе, но центр операций с 1970-х годов начал смещаться во Франкфурт. Также с конца 1960-х банк начал расширять свою деятельность за рубеж. В 1967 году он выступил соучредителем лондонского Международного коммерческого банка, вместе с Irving Trust Company, First National Bank of Chicago, Westminster Bank и The Hongkong & Shanghai Banking Corporation. 
В 1970 году банк объединил операции с французским Credit Lyonnais и итальянским Банком Рима, образовав крупнейший в Европе синдикат с активами $18 млрд и 3 тысячами отделений. Полному слиянию воспрепятствовали правительства этих стран. 
В 1973 году был открыт филиал в Японии, в 1974 году — в Индонезии. В целом политика расширения оказалась неудачной. К концу 1970-х годов банк начал испытывать финансовые затруднения, и вынужден был продать свои доли в предприятиях и компаниях. В 1980 году банк впервые в своей истории не выплатил дивиденды акционерам.
Смена руководства помогла банку к середине 1980-х восстановить своё финансовое положение. С 1990 года он наиболее активно из большой тройки банков Германии (включавшей также Deutsche Bank и Dresdner Bank) начал осваивать Восточную Германию, открыв в ней сразу 120 отделений. 

### Современный период
В 1995 году банк купил 75 % доли в «Jupiter Tyndall», британской компании по управлению фондами.
В 2008 году у страховой компании Allianz за €5,5 млрд был куплен Dresdner Bank. В то же время банк в обмен на пакет акций получил помощь от правительства Германии в размере €18 млрд для преодоления убытков во время финансового кризиса 2007—2008 годов. На 2018 год доля правительства Германии в уставном капитале банка составляла 16,5 %.
В 2018 велись переговоры между Commerzbank и Deutsche Bank о их объединении. Однако, в апреле 2019 года обоими банками было объявлено об отказе от этих планов ввиду дополнительных рисков, а также затрат на реструктуризацию.
В 2019 году в СМИ появились сообщения об изучении правительством ФРГ возможности слияния Commerzbank с голландским финансовым концерном ING Groep NV. При этом предполагалось, что слияние может произойти не ранее 2020 года, а штаб-квартира новообразованного банка будет находиться в Германии.
28 января 2021 года Commerzbank, объявил о масштабной реструктуризации. К 2024 году планировалось сократить 10 тыс. сотрудников, (более 20 % от текущего штата), а также закрыть почти половину отделений, сократив их количество с 800 до 450.
В мае 2024 года Арбитражный суд Санкт-Петербурга и Ленинградской области арестовал активы российской дочерней компании Коммерцбанка на сумму около 94 млн евро. Арест был проведён в рамках обеспечительной меры по иску ООО «Русхимальянс». Коммерцбанк вместе с Дойче Банком выступал гарантом компании Linde, которая строила газоперерабатывающий комплекс под Усть-Лугой. Строительство было остановлено из-за санкций.
11 сентября 2024 года UniCredit приобрёл 9 % акций Commerzbank по цене 13,2 евро за акцию. Общая стоимость сделки составила 702 млн евро. 4,5% доли приобретено у правительства Германии, ещё 4,5% — на открытом рынке.

## Руководство и собственники
С начала 2021 года главой правления банка является Манфред Кноф. Пост председателя наблюдательного совета занимает Клаус-Петер Мюллер.
12 % акций банка принадлежит государству (ФРГ). Около 65 % акций находится у институциональных инвесторов, крупнейшими акционерами являются итальянский банк UniCredit (9 %), американские инвестиционные компании Capital Group Companies (5 %), Cerberus Capital Management (5 %), BlackRock (3 %) и инвестиционный фонд Банка Норвегии (3 %), остальные 20 % находятся в руках частных (преимущественно немецких) инвесторов.

## Деятельность
Деятельность банка состоит из двух основных направлений:
- частные клиенты и малый бизнес (за 2020 год выручка 4,78 млрд евро, активы 154 млрд евро);
- корпоративные клиенты (за 2020 год выручка 3,12 млрд евро, активы 167 млрд евро)[1].

В структуре выручки за 2020 год 5 млрд евро приходилось на чистый процентный доход, 3,3 млрд на комиссионный доход. Выданные кредиты и авансы составили 258 млрд евро, принятые депозиты 356 млрд евро. Количество сотрудников на конец 2020 года составляло 46,7 тысяч, из них 32,8 тысяч в Германии. 
Основными рынками по размеру выручки являются: Германия (4,38 млрд евро), Польша (1,09 млрд), Великобритания (325 млн), Люксембург (197 млн), США (158 млн), Сингапур (69 млн), КНР (включая Гонконг, 54 млн), Франция (52 млн), Россия (26 млн), Нидерланды (20 млн).
В России банку принадлежало 15,3 % акций Промсвязьбанка. Летом 2012 года эту долю выкупили Алексей и Дмитрий Ананьевы.
17 сентября 2007 года Commerzbank приобрёл 60 % + 1 акцию украинского банка «Форум» с опцией на дополнительную покупку до 25 % акций через три года. На 1 мая 2011 года мажоритарным акционером ПАО «Банк Форум» являлся  Commerzbank Auslandsbanken Holding AG, владея 95,91 % уставного капитала. 1 июля 2012 года Commerzbank продал этот банк украинскому «Смарт-Холдинг». Банкротство банка «Форум» стало одним из наиболее значительных и скандальных на Украине в 2014 году. Причиной банкротства, по заявлению «Смарт-Холдинга», стало то, что Commerzbank незаконно скрыл от регулятора и в процессе продажи в отчётности критическую сумму проблемной задолженности, что подтвердил внешний аудит одной из компаний «большой четверки» — KPMG.
Основные дочерние компании:
- Commerz Real AG (Висбаден, ФРГ)
- Commerzbank Brasil S.A. — Banco Múltiplo (Сан-Паулу, Бразилия)
- Commerzbank (Eurasija) AO (Москва, Россия)
- Commerzbank Finance & Covered Bond S.A. (Люксембург)
- Commerzbank Zrt. (Будапешт, Венгрия)
- Commerz Markets LLC (Нью-Йорк, США)
- mBank S.A. (Варшава, Польша)[1]